# Clark Gregg

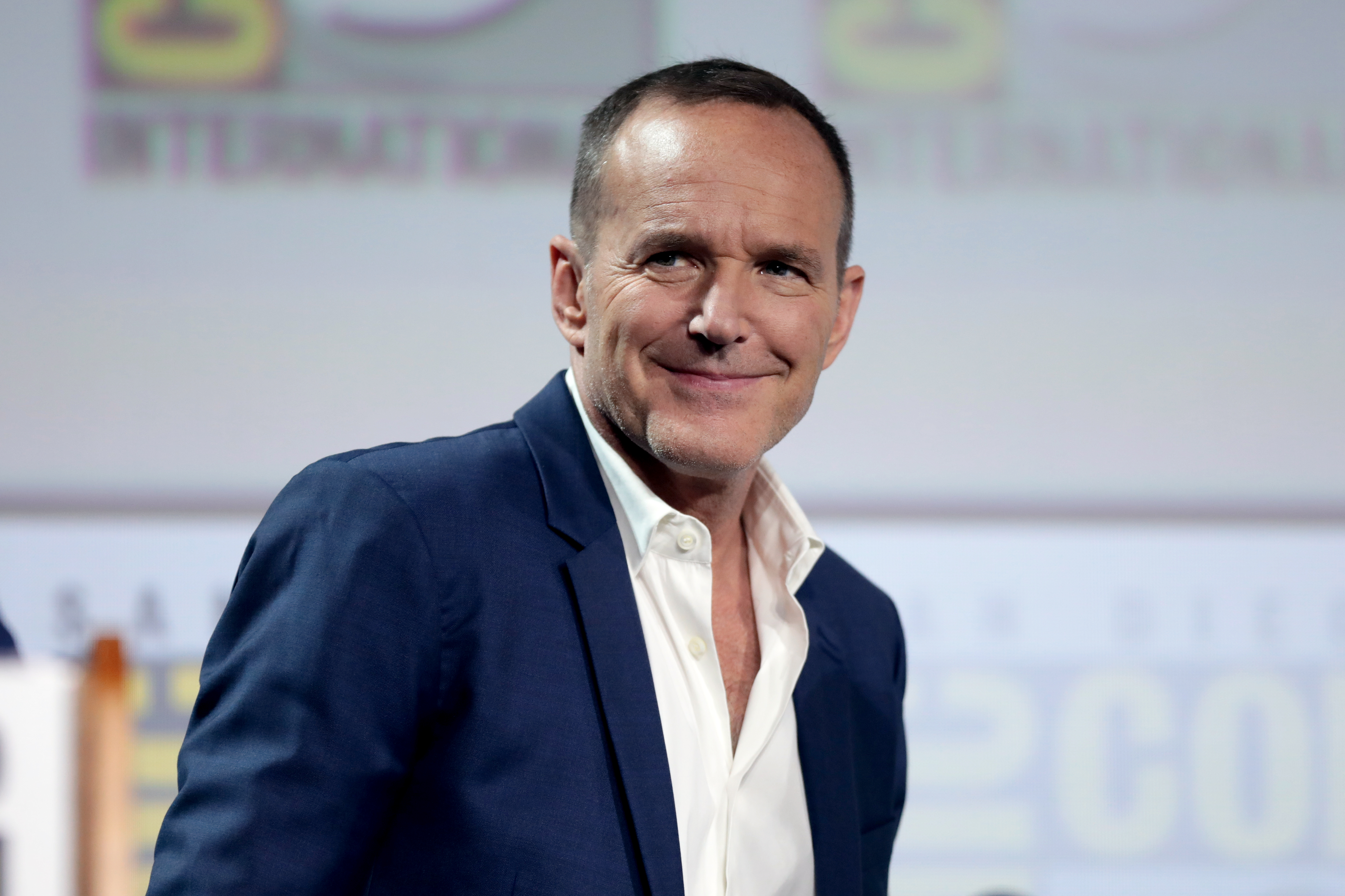
Clark Gregg (2019)

Robert Clark Gregg (* 2. April 1962 in Boston) ist ein US-amerikanischer Schauspieler, Filmregisseur und Drehbuchautor.

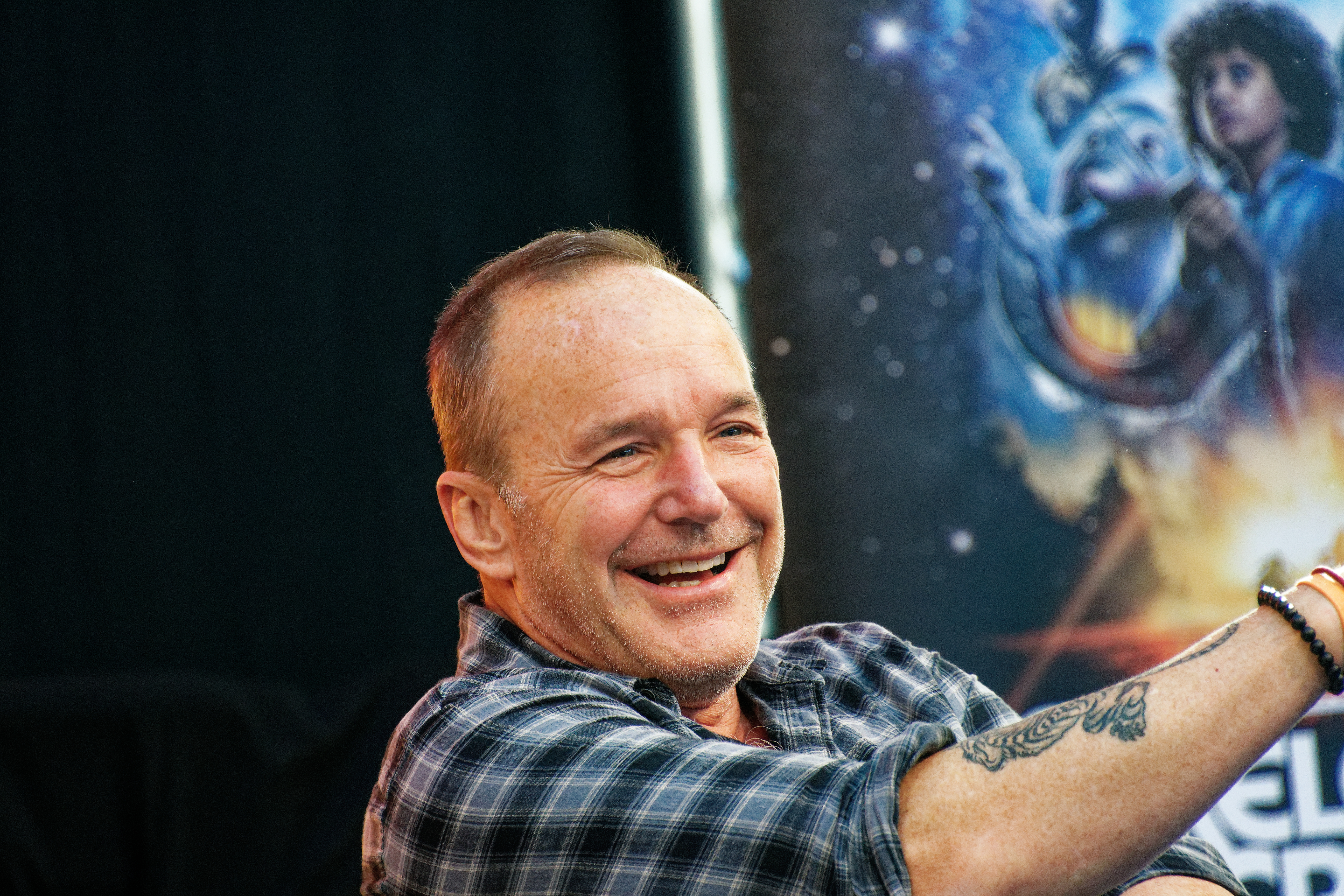
Clark Gregg auf der ComicCon 2024

## Biografie
Clark Gregg wuchs in Chapel Hill (North Carolina) auf. Er besuchte die Ohio Wesleyan University und wechselte danach an die Tisch School of the Arts der New York University. Seine Schauspielkarriere begann 1988 mit kleineren Rollen in verschiedenen Filmen. Seitdem wirkte er in zahlreichen Filmen mit und hatte diverse Gastauftritte in Fernsehserien wie The West Wing, Law & Order und Sex and the City. Von 2006 bis 2010 spielte er mit Julia Louis-Dreyfus eine Hauptrolle in der Sitcom The New Adventures of Old Christine.
Ab 2008 übernahm er in verschiedenen Verfilmungen von Marvel-Comics wie Iron Man, Iron Man 2, Thor und Marvel’s The Avengers die Rolle des S.H.I.E.L.D.-Agenten Phil Coulson. In derselben Rolle war er seit 2012 in der Fernsehserie Der ultimative Spider-Man zu hören und seit September 2013 in Marvel’s Agents of S.H.I.E.L.D. zu sehen. Im Film Captain Marvel (2019) spielte er diese Rolle zum ersten Mal seit 2012 wieder in einem Film. 2013 gewann er in dieser Rolle den Saturn Award für den besten Nebendarsteller.
Gregg übernahm die Regie für die Filme Choke – Der Simulant (2008) und Trust Me (2013), für die er auch das Drehbuch schrieb. Außerdem ist er Mitverfasser des Drehbuchs von Schatten der Wahrheit (2000).
Gregg war von 2001 bis 2021 mit der Schauspielerin Jennifer Grey verheiratet. Das ehemalige Paar hat eine Tochter (2001).
Bei den meisten Serien und Filmen ist seine deutsche Synchronstimme die von Till Hagen.

## Filmografie (Auswahl)
- 1989: Die Schattenmacher (Fat Man and Little Boy)
- 1994: I Love Trouble – Nichts als Ärger (I Love Trouble)
- 1994: Das Kartell (Clear and Present Danger)
- 1995: Die üblichen Verdächtigen (The Usual Suspects)
- 1995: Tyson (Fernsehfilm)
- 1997: Wie ich zum ersten Mal Selbstmord beging (The Last Time I Committed Suicide)
- 1997: Die unsichtbare Falle (The Spanish Prisoner)
- 1999: Magnolia
- 2000: Schatten der Wahrheit (What Lies Beneath, Drehbuch)
- 2000: State and Main
- 2001: Lovely & Amazing
- 2001: A.I. – Künstliche Intelligenz (Artificial Intelligence: AI)
- 2001–2004: The West Wing – Im Zentrum der Macht (The West Wing, Fernsehserie, 8 Episoden)
- 2002: My Sister’s Keeper (Fernsehfilm)
- 2002: One Hour Photo
- 2002: Wir waren Helden (We Were Soldiers)
- 2003: 11:14
- 2003: Northfork
- 2003: Der menschliche Makel (The Human Stain)
- 2004: Spartan
- 2004: The Shield – Gesetz der Gewalt (The Shield, Fernsehserie, 2 Episoden)
- 2004: U-Boat (In Enemy Hands)
- 2004: Reine Chefsache (In Good Company)
- 2006: In the Land of Women
- 2006: Unbekannter Anrufer (When a Stranger Calls)
- 2006–2010: The New Adventures of Old Christine (Fernsehserie, 88 Episoden)
- 2007: The Air I Breathe – Die Macht des Schicksals (The Air I Breathe)
- 2008: Choke – Der Simulant (Choke, auch Regie und Drehbuch)
- 2008: Iron Man
- 2009: (500) Days of Summer
- 2010: Iron Man 2
- 2011: Thor
- 2011: Mr. Poppers Pinguine (Mr. Popper’s Penguins)
- 2011: Marvel One-Shot: Der Berater (Marvel One-Shot: The Consultant; Kurzfilm)
- 2011: Marvel One-Shot: Etwas lustiges geschah auf dem Weg zu Thors Hammer (Marvel One-Shot: A Funny Thing Happened on the Way to Thor’s Hammer; Kurzfilm)
- 2012: Marvel’s The Avengers (The Avengers)
- 2012: Viel Lärm um nichts (Much Ado About Nothing)
- 2012–2013: Der ultimative Spider-Man (Ultimate Spider-Man, Fernsehserie, Stimme)
- 2013: Trust Me (auch Regie und Drehbuch)
- 2013: Die To-Do Liste (The To Do List)
- 2013: Labor Day
- 2013–2020: Marvel’s Agents of S.H.I.E.L.D. (Fernsehserie, 136 Episoden)
- 2016: Marvel’s Agents of S.H.I.E.L.D.: Slingshot (Webserie, eine Episode)
- 2018: Spinning Man – Im Dunkel deiner Seele (Spinning Man)
- 2019: Captain Marvel
- 2020: Renn, Liebling, Renn (Run Sweetheart Run)
- 2021: Moxie
- 2021, 2024: What If…? (Fernsehserie, 3 Episoden, Stimme)
- 2021: Being the Ricardos
- 2022: The Anthrax Attacks (Dokumentarfilm)
- 2023: How I Met Your Father (Fernsehserie, 2 Episoden)
- 2023: Florida Man (Fernsehserie)
- 2023: Painkiller (Miniserie)
- 2024: Snowpiercer (Fernsehserie, 7 Episoden)
- 2024: Thelma – Rache war nie süßer (Thelma)
- 2024: Will Trent (Fernsehserie, Episode 2x01 ‘Me Llamo Will Trent’)
- 2024: Criminal Minds (Fernsehserie)
- 2025: Zero Day (Miniserie)
- 2025: Krieg der Welten (War of the Worlds)